# Dapingium
| ❮ | System              | Serie              | Stufe       | ≈ Alter (mya) |
| ❮ | später              | später             | später      | jünger        |
| - | ------------------- | ------------------ | ----------- | ------------- |
| ❮ | O r d o v i z i u m | Ober- ordovizium   | Hirnantium  | 443,4 ⬍ 445,2 |
| ❮ | O r d o v i z i u m | Ober- ordovizium   | Katium      | 445,2 ⬍ 453   |
| ❮ | O r d o v i z i u m | Ober- ordovizium   | Sandbium    | 453 ⬍ 458,4   |
| ❮ | O r d o v i z i u m | Mittel- ordovizium | Darriwilium | 458,4 ⬍ 467,3 |
| ❮ | O r d o v i z i u m | Mittel- ordovizium | Dapingium   | 467,3 ⬍ 470   |
| ❮ | O r d o v i z i u m | Unter- ordovizium  | Floium      | 470 ⬍ 477,7   |
| ❮ | O r d o v i z i u m | Unter- ordovizium  | Tremadocium | 477,7 ⬍ 485,4 |
| ❮ | früher              | früher             | früher      | älter         |

Das Dapingium ist in der Erdgeschichte die ältere der beiden chronostratigraphischen Stufen der Mittelordovizium-Serie des Ordovizium. Die Dapingium-Stufe entspricht in absoluter Datierung dem Zeitraum von etwa 470 bis 467,3 Millionen Jahren. Das Dapingium folgt auf das Floium und wird vom Darriwilium abgelöst.

## Namensgebung und Geschichte
Die Stufe ist benannt nach einem kleinen Dorf in der Nähe des GSSP. Der GSSP wurde von einer internationalen Wissenschaftlergruppe 2005 vorgeschlagen und 2007 von der ICS bestätigt. Der Name für die Stufe wurde 2009 publiziert. Das Dapingium entspricht dem mittleren und höheren Teil der früheren Arenigium-Serie (oder Stufe).

## Definition und GSSP
Die Obergrenze der Stufe ist das Erstauftreten der Graptolithen-Art Undulograptus austrodentatus. Die Untergrenze (und damit auch die Obergrenze der vorangehenden Stufe des Floiums) ist definiert durch das Erstauftreten der Conodonten-Art Baltoniodus triangularis. Das offizielle Referenzprofil (GSSP = „Global Stratotype Section and Point“) für das Dapingium ist das Huanghuachang-Profil in der chinesischen Provinz Hubei, 22 km nordöstlich von Yichang an der Straße von Yichang in Richtung Kreis Xinshan.